# Can Nou de Bassegoda
Can Nou de Bassegoda és una obra del municipi d'Albanyà (Alt Empordà) inclosa en l'Inventari del Patrimoni Arquitectònic de Catalunya.

## Descripció
Can Nou fou una de les cases més grans i més importants del veïnat de Bassegoda. Actualment és l'única que està habitada permanentment. 

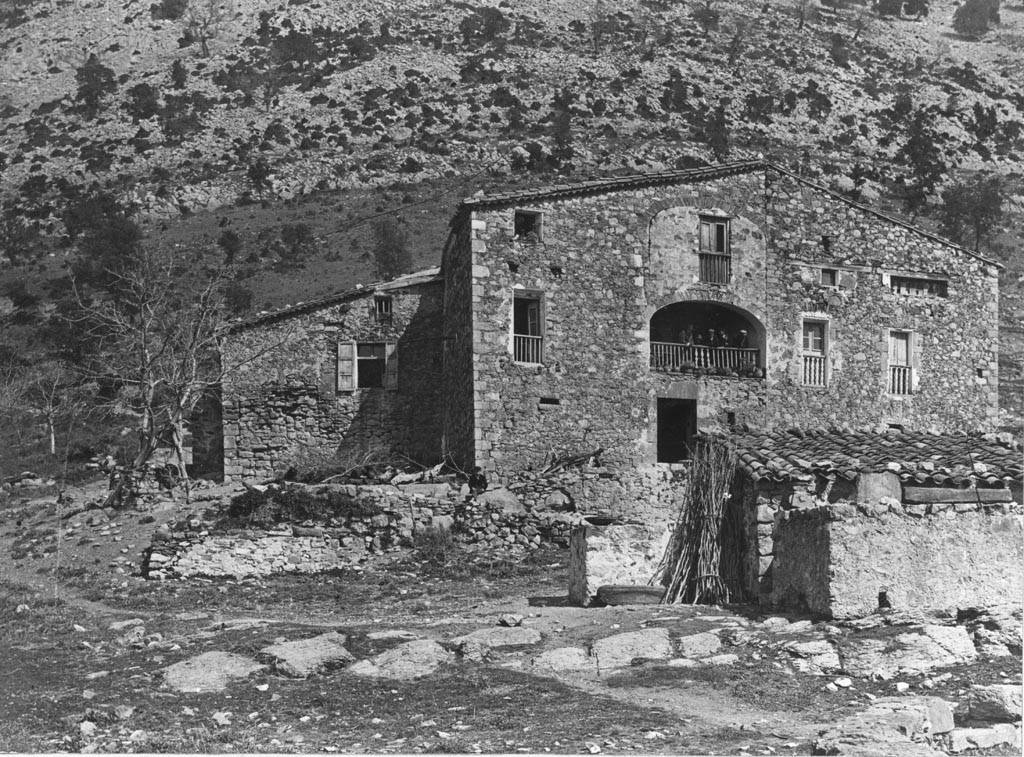
Façana principal. Fotografia d'entre 1890 i 1911.

És una àmplia masia de planta rectangular i teulat a dues aigües amb els vessants vers les façanes laterals.Disposa de baixos, amb la porta central d'accés feta de carreus molt ben tallats i obertures de ventilació menudes. La planta-habitatge s'organitza a partir de la sala de convit a la qual s'obren la porta d'accés a la cuina i a les nombroses cambres; a la façana principal s'obre una gran arcada de mig punt i petits balcons, mentre que a les laterals les obertures són quasi inexistents. El pis superior era destinat a golfes i va disposar d'una gran arcada de mig punt avui cegada. El mas està voltat de cabanes i petites pallisses molt senzilles, amb teulats a un sol vessant. Can Nou fou bastit amb pedra menuda del país, poc treballada, llevat dels bons carreus cantoners.